# Воловец
Воловец (рум. Volovăț) — комуна у повіті Сучава в Румунії. До складу комуни входить єдине село Воловец.
Комуна розташована на відстані 375 км на північ від Бухареста, 32 км на північний захід від Сучави, 146 км на північний захід від Ясс.

## Населення
За даними перепису населення 2002 року у комуні проживали 6980 осіб.
Національний склад населення комуни:
| Національність | Кількість осіб | Відсоток |
| -------------- | -------------- | -------- |
| румуни         | 6883           | 98,6%    |
| цигани         | 89             | 1,3%     |
| поляки         | 5              | 0,1%     |
| німці          | 2              | < 0,1%   |
| українці       | 1              | < 0,1%   |

Рідною мовою назвали:
| Мова      | Кількість осіб | Відсоток |
| --------- | -------------- | -------- |
| румунська | 6973           | 99,9%    |
| польська  | 5              | 0,1%     |
| німецька  | 2              | < 0,1%   |

Склад населення комуни за віросповіданням:
| Релігія        | Кількість осіб | Відсоток |
| -------------- | -------------- | -------- |
| православні    | 4365           | 62,5%    |
| п'ятдесятники  | 2596           | 37,2%    |
| римо-католики  | 5              | 0,1%     |
| не релігійні   | 4              | 0,1%     |
| баптисти       | 2              | < 0,1%   |
| адвентисти     | 2              | < 0,1%   |
| греко-католики | 1              | < 0,1%   |
| мусульмани     | 1              | < 0,1%   |

## Зовнішні посилання
- Дані про комуну Воловец на сайті Ghidul Primăriilor